# Paul Helmut Drechsler
Paul Helmut Drechsler, bekannt als Helmut Drechsler, (* 18. September 1916 in Colditz, Sachsen; † 4. Februar 1960 in Fort Archambault, Tschad) war ein deutscher Tierfotograf und -filmer. In seinen Büchern, Filmen und Kalendern spezialisierte er sich vorrangig auf Tieraufnahmen von aussterbenden und abwandernden Tierarten.

## Leben
Bereits vor dem Zweiten Weltkrieg war Drechsler, noch 15-jährig, schriftstellerisch tätig. Maßgebliche Etappen seiner Entwicklung waren Volontariate in Verlagen, hauptsächlich Farbbildverlagen. Am ersten Tag des Zweiten Weltkrieges wurde Drechsler Artillerist und im Verlauf des Krieges dreimal verwundet. Nach seiner Heimkehr aus der Gefangenschaft gründete er 1945 die Colditzer Verlagsanstalt, in der 1948 sein erster Farbbildband Kleine Welt am Wegesrand erschien.
Ab 1946 machte Drechsler längere Exkursionen in Teichlandschaften näherer und weiterer Umgebung, Naturschutzgebiete, Auwälder, Uhu-Brutplätze, dann 1956 in die Camargue (Rhonedelta), das vergessene Land am Rande Europas und Traumziel aller Ornithologen. Ergebnis war immer ein Buch, oft ein Farbfilm bis 1957. Drechslers Uhudämmerung wurde 1952 als bestes populärwissenschaftliches Buch ausgezeichnet und nach Frankreich, England, Holland, die Schweiz und USA verkauft. Nach eigenen Angaben hat Drechsler in seinen abendfüllenden immer selbst kommentierten, fesselnden Diavorträgen über zwei Millionen Hörer an seinen Expeditionen teilhaben lassen. Hans Schomburgk, ein bekannter Tierfilmer und Afrikaforscher der ersten Stunde, sagte über Drechsler: „Endlich ein Nachwuchs, auf den wir Alten stolz sein müssen“.
Drechsler besuchte zunächst das Lehrerseminar in Annaberg-Buchholz, war ansonsten Autodidakt, hatte aber Heinrich Dathe und Gottfried Mauersberger als fachliche Berater und Freunde zur Seite.
Drechslers fotografierte nicht nur, sondern schrieb seine Naturbeobachtungen für die Bücher auch selbst. Er bezeichnete  seine Bücher, dessen Layout auch sein Werk war, anfangs als „Farbbildbuch“, so bei seinem ersten Buch Kleine Welt am Wegesrand und bei seinem zweiten Teichsommer. Diese Bezeichnung behielt er auch bei seinem Durch Wälder und durch Auen ... bei. Das Layout seiner Bücher hat Drechsler sich schützen lassen. Seine Bücher erreichten oft mehrere Auflagen.
Drechsler beschrieb nicht nur von ihm beobachteten Tiere und ihre Lebensräume. Ein großer Teil seiner Texte galt der Beschreibung der Kameras und der Techniken, mit deren Hilfe er fotografieren konnte. Dies gilt besonders für Durch Wälder und durch Auen .... In diesem Buch beschreibt er ausführlich, wie er zum Fotografieren von Rotmilanen eine vollautomatische Kleinbildkamera des Typs Robot einsetzte. Er konnte mit einem elektromagnetischen Fernauslöser und ein 150 Meter langes Kabel fotografieren, weil die Kamera sich über ein Federwerk selbst wieder für das nächste Foto einsatzbereit aufzog. Die verwendeten Kameras und Objektive, aber auch das Filmmaterial nannte er in der Regel im Impressum der Bücher.
In vielen Diavorträgen brachte er einem breiten Publikum die Natur Europas nahe. Er wagte sich auch an abendfüllende Tonfilme heran. In seiner Geburtsstadt Colditz gründete er 1947 das Institut für Tierfotografie. Dessen Hauptaufgabe, so schreibt Drechsler, „sollte sein, zunächst die aussterbenden, verdrängten oder abwandernden Tiere unserer Heimat mit allen Mitteln der modernen Aufnahmetechnik im Farbbild oder -film zu dokumentieren und durch Veröffentlichungen, Lichtbild- und Filmvorträge den Naturschutzgedanken wieder in breiteste Kreise zu tragen.“ Das kann so auch als Drechslers Credo stehen.
1957 begann Drechsler eine Expedition nach Afrika, zunächst Südwestafrika, dann Südafrika vorzubereiten, beide Ziele wurden aus politischen Gründen zunichtegemacht. Schließlich ging die Fahrt nach Äquatorialafrika. In Fort Archambault, Sarh, am Steilufer des Chari war das letzte Biwak vor der Heimreise am 4. Februar 1960.
In der Nacht vom 3. auf den 4. Februar 1960 stürzte Drechsler das Steilufer des Chari hinunter und erlag am Vormittag des nächsten Tages den Folgen seines dabei erlittenen doppelten Schädelbasisbruches. Die Version von Drechslers Tod, wie sie Karl Behrend beschreibt, wird vom behandelnden Arzt in seinem Kranken-Berícht in Fort Archambault nicht bestätigt. Als einer seiner bedeutendsten Schüler gilt der Naturfotograf und Buchautor Harald Lange.

## Veröffentlichungen
- Kleine Welt am Wegesrand. Ein Farbbildbuch von den kleinen Schönheiten unserer Heimat. F. A. Brockhaus, Leipzig 1948. Vorwort von Willy Ramme
- Teichsommer. Zwanzig Wochen in Risch und Rohr im Schilfversteck.  Neumann Verlag, Radebeul und Berlin 1949.
- Die Kraniche vom weißen Lug. Neumann Verlag, Radebeul und Berlin 1950.
- Uhu-Dämmerung. Mit Kamera und Elektronenblitz an den letzten deutschen Uhu-Horsten. Neumann-Verlag, Radebeul und Berlin 1951.
- Durch die Wälder durch die Auen ... Mit dem Super-Electronenblitz im Reiche des Roten Milan. Neumann-Verlag, Radebeul und Berlin 1952.
- Reinecke aus dem Tann. Neumann Verlag, Radebeul und Berlin 1953.
- Wildschwäne über Uhlenhorst – Mit Mikrophon und Elektronenblitz-Kamera unter Höckerschwänen und Adlern. Neumann Verlag, Radebeul und Berlin 1954.
- mit Wolfgang Makatsch: Vögel unserer Heimat. 1955.
- Wunderwelt der wilden Vögel. Urania-Verlag, Leipzig, Jena und Berlin 1957.
- Zigeuner, Stiere und Flamingos – Die Camargue – Vergessenes Land am Rande Europas. Urania-Verlag, Leipzig, Jena und Berlin 1957.
- mit Karl Heinz Moll: Tierfotografie. 1963.
- Gretel Drechsler und Wolfgang Polte (Hrsg.): Pirsch mit Kamera und Feder. 2 Bände, Urania-Verlag, Leipzig, Jena und Berlin 1965. Band 1: Vorwort und wissenschaftlicher Anhang von Gottfried Mauersberger; Band 2: Vorwort von Heinrich Dathe, wissenschaftlicher Anhang von Joachim Haensel

## Filmografie
- 1953: Reinecke aus dem Tann
- 1954: Wildpfade der Heimat
- 1956: Zigeuner, Stiere und Flamingos
- 1958: Am See der Fischadler